# Steven Toushin
Steven Toushin (né le 6 août 1946 à Brooklyn, New York) est un producteur américain et distributeur de films pornographiques gay et de films BDSM, propriétaires de théâtres et de clubs de sexe depuis 1970. Toushin possède et gère le Bijou Theater à Chicago, le plus vieux théâtre gay pour adultes et club de sexe aux États-Unis. Toushin a produit de nombreux classiques des films pornographiques et publié plusieurs livres sur le sujet. Ses entreprises et lui ont fait l'objet de vingt et une affaires d'obscénité, dont deux procès fédéraux. Il est confronté au cours de sa vie à trente-cinq arrestations personnelles, et les autorités procèdent à plus de 200 arrestations dans ses entreprises.

## Carrière
Steven Toshin naît et grandit à Brooklyn, New York. Il quitte New York en 1963, à l'âge de 18 ans, sur son vélo, et se rend à Montréal pour rencontrer Marlene Dietrich. Au cours des deux années suivantes, il voyage et survit en faisant des petits boulots, creusant des tombes, faisant office de cuisinier de courte durée, cueillant des pommes de terre et coupant du bois dans toute la Nouvelle-Angleterre. Il quitte la Nouvelle-Angleterre à l'été 1968 pour se rendre à Chicago, où il obtient un poste de directeur du cinéma Aardvark à Pipers Alley, qui projette alors des films d'art expérimental et documentaires en 16 mm.
La politique de projection d'Aardvark n'est pas une réussite et, pour se maintenir, elle se tourne vers la projection de films d'art montrant occasionnellement de la nudité pour générer des bénéfices. En 1970, Toushin et ses partenaires présentent à l'Aardvark le premier film de pornographie hardcore à être commercialisé aux États-Unis, « Pornography in Denmark », d'Alex DeRenzy. Dès lors, l’Aardvark devient un cinéma pornographique. Plus tard cette année-là, Toshin et ses partenaires ouvrent d'autres cinémas pornographiques et sex clubs à Chicago, San Francisco, Indianapolis, East Chicago et Gary, y compris le Festival Chicago, le Festival Indianapolis, Termite, 3-Penny, Eden, Savages et le Bijou Theatre. Parmi ceux-ci, seul le Bijou est resté ouvert jusqu'à fin 2015.

## Production filmographique
Films de Davis Babbitt
- Find This Man
- Hey Tony! What's the Story?
- Films of Butch Detroit
- Chicago Meat Packers
- Deep in the Woods
- Don't Ask, Don't Tell
- Gorgeous
- Major Owns
- Moon Over Bangkok
- The New Marines
- One Night in Hell
- Real Man Wouldn't Leave
- True Blue

Films de Toby Ross
- Baby It's You
- Classmates
- Men of Touch Guys (hd. Core)
- Mr. Wonderful
- Once in a Blue Moon
- Sexy Billy Blue
- Tough Guys Do Dance

Classic Bijou Hits
- Two Handfuls I

## Récompenses
- 2009 : Intronisé dans la branche des fondateurs de l'AVN Hall of Fame au AVN Award Show à Las Vegas, Nevada[4]. Parmi les autres fondateurs figurent Phil Harvey et Larry Flynt.
- 2008 : Nommé comme l'un des 25 « Pionniers » pour développer l'industrie du cinéma pour adultes gay/bisexuel dans l'édition du 25e anniversaire d'AVN Magazine.
- 2007 : Lifetime Achievement Award au GayVN Award Show à San Francisco, Californie.
- 1989 : Prix Reuben Sturman « pour les batailles juridiques au nom de l'industrie pour adultes » au AVN Award Show à Las Vegas, Nevada.